# Hyperechia nigripennis
Hyperechia nigripennis är en tvåvingeart som först beskrevs av Christian Rudolph Wilhelm Wiedemann 1830.  Hyperechia nigripennis ingår i släktet Hyperechia och familjen rovflugor. Inga underarter finns listade i Catalogue of Life.